# Gustaaf Degeetere
Gustaaf Degeetere (Rumbeke, 23 augustus  1880 – 21 maart 1906) was een Belgisch wielrenner. In 1899 werd hij Belgisch wielerkampioen bij de beroepsrenners in Ieper.
Gustaaf was de jongere broer van wielrenner Jules Degeetere. In 1906 overleed hij op 25-jarige leeftijd.